# Палата представників Австралії
Австралійська Палата представників (англ. House of Representatives) — нижня палата Парламенту Австралії (верхньою палатою є Сенат). Палату представників іноді називають «народною палатою» або «палатою уряду».

## Склад

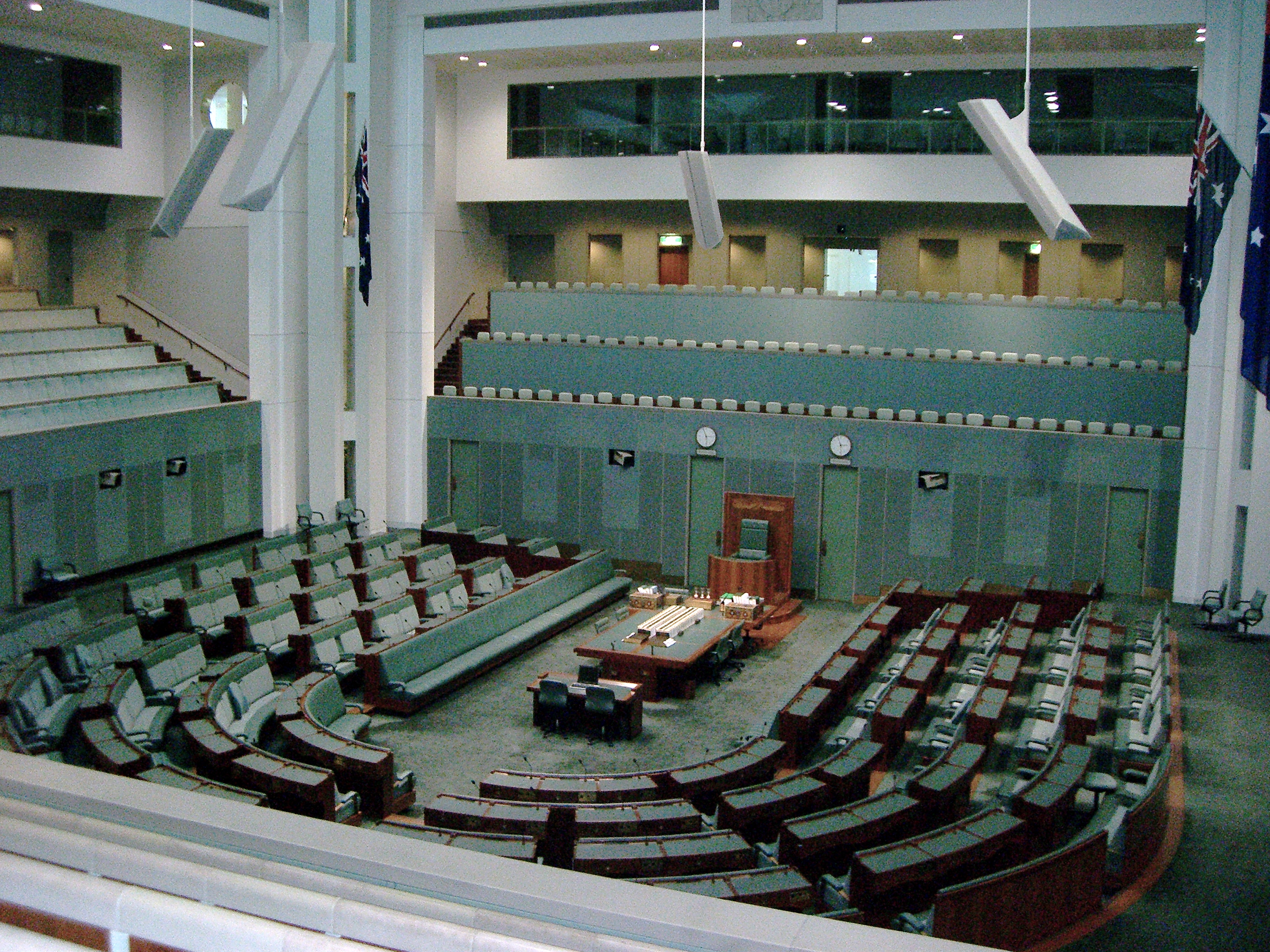
Палата представників

Палата представників складається з 150 депутатів, кожен з яких представляє виборців певного виборчого округу. Межі виборчих округів створюються і час від часу змінюються таким чином, щоб кожен член нижньої палати Парламенту представляв приблизно рівну кількість виборців у порівнянні з іншими депутатами. Внаслідок того, що населення Австралії розподілено вкрай нерівномірно, розміри виборчих округів відрізняються один від одного дуже суттєво. Деякі виборчі округи займають площу лише у декілька квадратних кілометрів, інші ж можуть сягати більше двох мільйонів квадратних кілометрів. Члени Палати представників обираються за допомогою системи голосування, відомої як преференційне (переважне) голосування. Відповідно до цієї системи, виборець відмічає цифрами навпроти прізвищ кандидатів у виборчому бюлетені, у якому порядку він за них голосує, тобто, це голосування з вказанням кандидатів у порядку переваги.
Період, на який обирається Палата представників, не може перевищувати трьох років. По закінченню цього терміну до Палати мають бути проведені чергові вибори. Однак, на практиці доволі часто вибори проводяться набагато раніше відведеного для цього за законом терміну.
Історично основними партіями, які представлено у Палаті представників, є Лейбористська партія Австралії, Ліберальна партія Австралії та Національна партія Австралії. Дві останні політичні партії утворюють Коаліцію та у випадку перемоги на виборах спільно беруть участь у формуванні нового кабінету міністрів. У останні роки до Палати представників входили також деякі дрібні політичні партії Австралії, а також незалежні депутати.
Справи з керівництва роботою Палати представників, а також спостерігання за регламентом і порядком покладається на Спікера Палати представників. Новий Спікер обирається на першому засіданні з числа депутатів Палати. За законом Спікером може бути будь-який член Палати представників, однак на практиці ним, як правило, стає член партії або коаліції, що має більшість у Палаті.

## Функції
Палата представників виконує такі функції:
- Законотворчість. Основним обов’язком Палати представників вважається діяльність, пов’язана з обговоренням та прийняттям нових законів, а також внесення змін та доповнень до чинного законодавства. Будь-який член Палати представників має право виступити із законодавчою ініціативою і внести на обговорення новий законопроєкт (білль), однак на практиці основна законотворча ініціатива походить від членів кабінету міністрів. Для того, щоб набути силу закону, білль має пройти обговорення та отримати схвалення обох палат парламенту. Обговорення законопроєкту може початись як у Палаті представників, так і у Сенаті, однак нові законопроєкти, як правило, вносяться на перше обговорення саме до Палати представників.

- Формування Кабінету міністрів (уряду) Австралії. По закінченню виборів партія (або коаліція партій), що отримала більшість місць у Палаті представників, стає партією, що править. Її лідер стає Прем'єр-міністром, а міністерські валізи розподіляються серед членів партії, що перемогла, з числа депутатів Палати представників і Сенату. Для того, щоб уряд залишився при владі, він має спиратись на більшість у Палаті представників.

- Контроль за діяльністю уряду та оприлюднення його кроків. Дебати і обговорення внесених законопроєктів та звітів уряду, обговорення суспільно важливих подій та рішень, проведення розслідувань та вивчення питань у комітетах Палати, постановка питань конкретним міністрам з метою отримання повної і правдивої картини діяльності уряду та окремих міністерств. У спеціально відведений час (14:00) члени Палати представників можуть ставити будь-які питання міністрам без попереднього попередження на теми, що безпосередньо стосуються їх прямих міністерських обов’язків. Питання можуть бути поставлені також попередньо з тією метою, щоб міністри надали письмові відповіді та роз’яснення з приводу своєї діяльності.

- Представлення інтересів виборців. Члени Палати представників можуть подавати петиції від громадян, а також висловлювати занепокоєння і питання громадян під час засідань. Члени Палати представників можуть також піднімати питання, що цікавлять громадян, у міністерствах та урядових департаментах.

- Контроль за витратами уряду. Уряд не має права збирати податки і витрачання зібраних грошей без відповідного схвалення законом. Для цього у Палаті представників обговорюються і приймаються відповідні законопроєкти. Відповідні комітети, окрім того, займаються спостереженням за тим, куди та у яких розмірах уряд направляє зібрані кошти.

## Засідання
Зазвичай засідання Палати представників проводяться у періоди з лютого по березень, з травня по червень та з серпня по грудень. Під час цих періодів Палата представників, зазвичай, збирається на два тижні, після чого слідує двотижнева перерва, під час якої загальні засідання не проводяться. Засідання, як правило, проходять з понеділка по четвер щотижня періоду засідань.
Регламент засідань Палати представників визначається спеціальними правилами, які визначено у спеціальному документі. Більша частина засідань присвячена обговоренню діяльності уряду, а також обговоренню та прийманню законопроєктів. Понеділок відводиться на обговорення питань, піднятих комітетами, а також окремими членами Палати, які не входять до Кабінету міністрів або тіньового кабінету.

## Комітети
Палата представників включає до свого складу широку та добре пропрацьовану систему комітетів. Комітети прийнято розподіляти на дві категорії:
- Робочі комітети. Сюди належать комітети, що відповідають за роботу з урядом, а також ті, що займаються проблемами, які мають значне суспільне значення. Вони збирають інформацію та питання, що надходять від виборців, та на підставі них формують рекомендації урядові з проведення тих чи інших акцій. Комітети цієї категорії ніби дублюють діяльність уряду. Наприклад, Комітет з роботи із Аборигенами та остров'янами Торресової протоки; Комітет з економіки, фінансів та громадського управління.
- Внутрішні комітети. До них належать комітети, що відповідають за роботу Палати. Наприклад: Комітет з привілеїв, Процедурний комітет.

Існує цілий ряд так званих спільних комітетів, робота у яких проводиться спільно з членами Палати представників та сенаторами.
Нижче наведено список комітетів Палати представників та спільних комітетів, у яких зайняті члени Палати представників:
- Аборигени і жителі Торресової протоки.
- Зміни клімату, водні ресурси, оточуюче середовище і мистецтво.
- Зв’язок.
- Економіка.
- Освіта і професійна підготовка.
- Зайнятість і виробничі відносини.
- Сім’я, суспільство, житло і робота з молоддю.
- Охорона здоров’я і турбота про людей похилого віку.
- Промисловість, наука і нові технології.
- Інфраструктура, транспорт, регіональний розвиток та місцеве самоврядування.
- Законодавство та конституційні взаємовідносини.
- Запити.
- Природні ресурси.
- Привілеї та права членів Парламенту.
- Процедури.
- Публікації.

А також список спільних комітетів, у яких члени Палати представників беруть участь нарівні з сенаторами:
- Австралійська комісія з удосконалення законодавства.
- Австралійська кримінальна комісія
- Висвітлення роботи Парламенту у ЗМІ.
- Корпорації та фінансові послуги.
- Питання виборів.
- Міжнародні відносини, оборона і торгівля.
- Міграція населення.
- Національна, столична і зовнішні території.
- Безпека і секретні служби.
- Бібліотека Парламенту.
- Спостереження за дотриманням законодавства.
- Суспільні роботи.
- Угоди.